# 5th Ward Boyz
5th Ward Boyz là một bộ ba hip hop Mỹ, có trụ sở tại Houston, Texas. Tên của họ có nguồn gốc từ Quận 5 của Houston. Nhóm đã ký hợp đồng với Rap-A-Lot Records sau sự nổi tiếng của Geto Boys khi ký hợp đồng với hãng.
Ban đầu nhóm bao gồm Andre "007" Barnes và Eric "E-Rock" Taylor, có thêm Richard "Lo Life" Nash gia nhập nhóm sau khi anh ra tù với album thứ hai, Gangsta Funk. Họ đã bị ảnh hưởng bởi Dr. Dre, Funkadelic, N.W.A, Ice Cube, Eazy-E, Compton's Most Wanted.
Nhóm được ký hợp đồng với Rap-A-Lot Records vào năm 1993, 7 năm sau khi hãng thành lập.

## Danh sách đĩa nhạc

### Album phòng thu
| Năm  | Tiêu đề                                                                          | Vị trí cao nhất trên bảng xếp hạng | Vị trí cao nhất trên bảng xếp hạng |
| Năm  | Tiêu đề                                                                          | U.S.                               | U.S. R&B                           |
| ---- | -------------------------------------------------------------------------------- | ---------------------------------- | ---------------------------------- |
| 1993 | Ghetto Dope - Phát hành: 18 tháng 5, 1993 - Nhãn đĩa: Rap-A-Lot/Priority         | 176                                | 19                                 |
| 1994 | Gangsta Funk - Phát hành: 22 tháng 2, 1994 - Nhãn đĩa: Rap-A-Lot/Virgin          | 105                                | 13                                 |
| 1995 | Rated G - Phát hành: 28 tháng 11, 1995 - Nhãn đĩa: Rap-A-Lot/Virgin              | 189                                | 35                                 |
| 1997 | Usual Suspects - Phát hành: 18 tháng 11, 1997 - Nhãn đĩa: Rap-A-Lot/Virgin       | 180                                | 26                                 |
| 1999 | Keep It Poppin' - Phát hành: 31 tháng 8, 1999 - Nhãn đĩa: Rap-A-Lot              | 125                                | 26                                 |
| 2001 | Recognize the Mob - Phát hành: 31 tháng 10, 2001 - Nhãn đĩa: Underground Records | —                                  | —                                  |
| 2003 | Word Is Bond - Phát hành: 2003 - Nhãn đĩa: Underground Records                   | —                                  | —                                  |

### Album tổng hợp
- Greatest Hits (2004)

## Đĩa đơn
- "Thanks for Blessing" (1991)
- "Ghetto Curse Words" (1992)
- "Same Ol'" (1994)
- "Gangsta Funk" (1994)
- "Situations" (1995)
- "One Night Stand" (1995)
- "P.W.A" (1999)